# Тиберий Юлий Александър Старши
Тиберий Юлий Александър Старши или Александър Алабарх, Александър Лизимах (на латински: Tiberius Julius Alexander Major, Alexander Alabarch, * пр. 10 пр.н.е., † след 50 г.) е романизиран евреин, алабарх (глава на евреите) на Александрия по времето на Римската империя през първата половина на 1 век. Той е приятел на Ирод Агрипа I и дава пари за строежа на храма в Йерусалим.

## Биография
Юлий Александър е от семейство на богати и знатни елинизирани евреи. Брат е на философа Филон Александрийски и на Юлий Лизимах.
Тиберий отговаря за вземането на мита на александрийското пристанище и става по-късно финансов управител на Антония Младша, съпругата на Нерон Клавдий Друз, брат на римския император Тиберий. Той печели голямо състояние, което му дава възможност да помогне финансово на Ирод Агрипа за строежа на храма в Йерусалим.
По времето на наследника на Тиберий, Калигула (37 – 31), Юлий Александър е държан затворен в Рим. След убийството на Калигула през 41 г. той е отново освободен от неговия наследник Клавдий, синът на Антония, и може да се върне обратно в неговата родина. Вероятно той е издигнат на рицар от Клавдий. Императорът поставя Ирод Агрипа I за цар на Юдея (41 г.). За финасовата помощ Ирод Агрипа I се реваншира на Юлий Александър като омъжва дъщеря си Береника за неговия втори син Марк Юлий Александър.

## Деца
Юлий Александър е баща на:
- Тиберий Юлий Александър (* 10; † сл. 70), пълководец, префект на Юдея 46 – 48 г. и Египет 68 – 69 г.
- Марк Юлий Александър († 44 г.), който се жени за Юлия Береника, дъщеря на цар Ирод Агрипа I.